# Beschermd monument in Caribisch Nederland

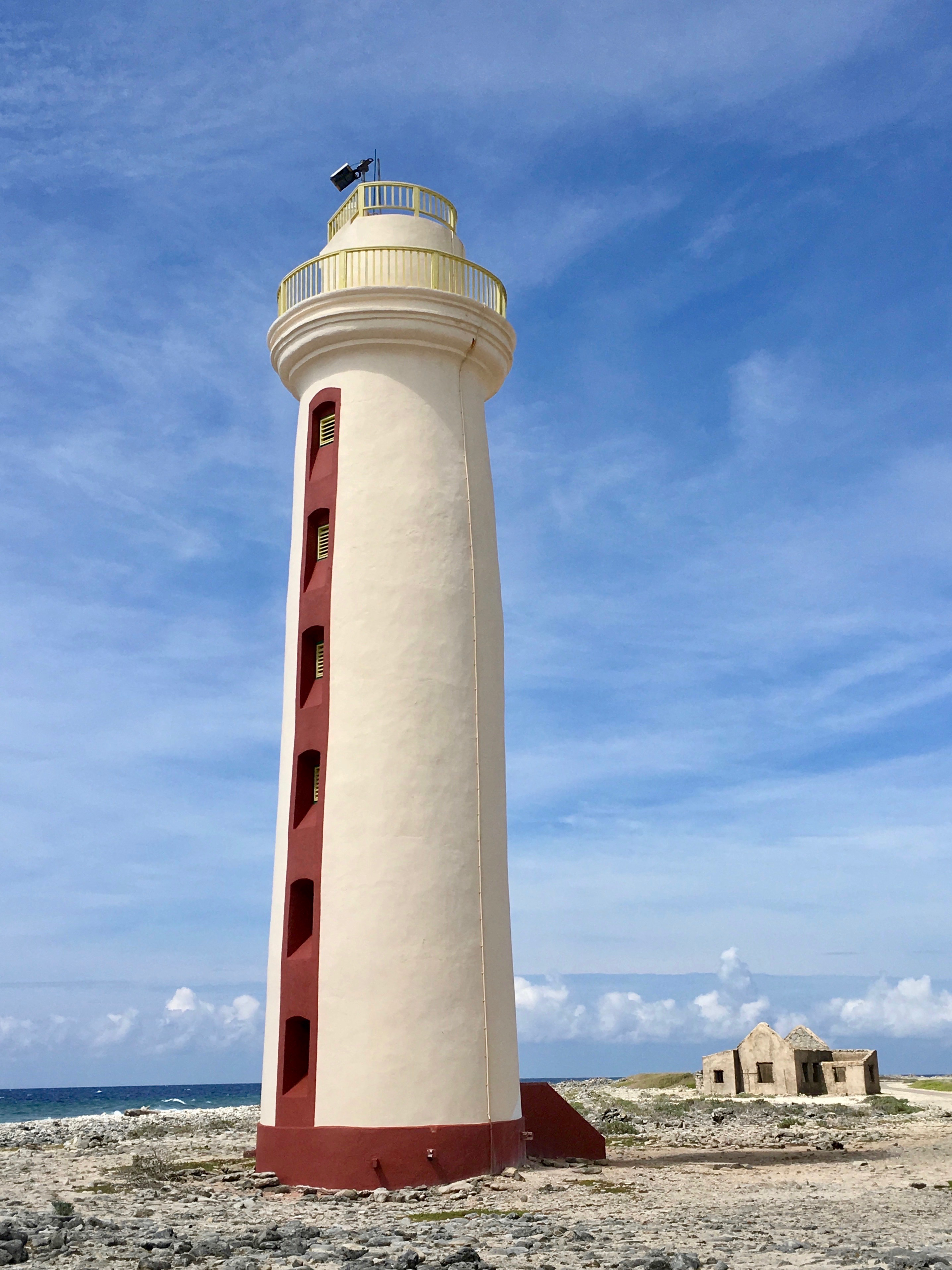
De vuurtoren Willemstoren op Bonaire kreeg in 2012 de status van monument.

Beschermde monumenten zijn erkende en beschermde monumenten binnen Caribisch Nederland. Sinds Caribisch Nederland deel uitmaakt van Nederland (eind 2010) is er getracht Nederlandse wetgeving stapsgewijs in te voeren op de BES-eilanden. Voor monumenten is daarvoor voorlopig de Monumentenwet BES ingesteld. Op basis van deze wet en de eilandelijke regelgeving kunnen de eilandbesturen monumenten een beschermde status geven. Ook hebben eigenaren van monumenten financiële ondersteuning doordat zij toegang hebben tot het Nationaal Restauratiefonds. Er wordt samengewerkt met het Ministerie van Onderwijs, Cultuur en Wetenschap om er in te voorzien dat het Verdrag van Malta wordt uitgevoerd.